# Marçal Nunes da Costa
Marçal Nunes da Costa (? - ?) foi um administrador colonial português, cavaleiro do Hábito de Cristo e Governador do Grão-Pará de 30 de julho de 1674 a julho de 1685.